# Bill Allen
Pour les articles homonymes, voir Allen.
William Lawrence Allen, surnommé Bill Allen, né le 7 novembre 1962 à Wichita (Kansas), est un acteur de cinéma et de télévision américain.
Allen est devenu célèbre pour son rôle dans le film de 1986 Rad (en). Parmi les autres rôles, William est apparu dans le rôle de Roger Sloate en 1987 dans l'épisode « Matchmaker » de la série Sacrée Famille,.

## Filmographie

### Cinéma
- 1977 : Assault in Paradise : Carson the Butler
- 1980 : Nightkill : Porter #1
- 1982 : And They Are Off : Peter Campbell
- 1983 : Streamers : Lt. Townsend
- 1986 : Rad (en) : Cru
- 1989 : Né un 4 juillet : Platoon - Vietnam
- 1991 : Hard Time Romance
- 1994 : Dangerous Touch : Slim (en tant que William Lawrence Allen)
- 1994 : Sioux City (en) : Dan Larkin
- 2006 : The Astronaut Farmer : Reporter #2 (en tant que William Lawrence Allen)
- 2007 : A West Texas Children's Story : Père de Cassie (en tant que William Lawrence Allen)
- 2008 : Félon : Drunk Driver (en tant que William Allen)
- 2009 : Brothers : Cop #3 (en tant que William L. Allen)
- 2009 : Ma mère, ses hommes et moi : Medic (en tant que William Lawrence Allen)
- 2010 : The Quiet Ones : The Prêtre
- 2010 : The Vigilante : Jonny Rivers (en tant que William Lawrence Allen)
- 2011 : Monsterpiece Theatre Volume 1 : Tucker (segment "The Weed")
- 2015 : Heroes of Dirt : Tim Cooper

### Télévision

#### Séries télévisées
- 1985 : Capitaine Furillo : Sandy Dayas
- 1985 : Histoires fantastiques : Cliff Ratte
- 1985 : Hôtel : Alex Petrovsky
- 1987 : Ohara (en) : Terry
- 1987 : Outlaws (en) : Mark
- 1987 : Sacrée famille : Roger Sloate
- 1989 : Alien Nation : Ruhtra
- 1989 : China Beach : Blevins
- 2005 : Wildfire : Clerk
- 2008 : Breaking Bad : scientifique

#### Téléfilms
- 1988 : Un autre monde (en) : Roy
- 1998 : Wishbone's Dog Days of the West : William Porter (O. Henry) (en tant que William Lawrence Allen)